# Iolania lanaiensis
Iolania lanaiensis är en insektsart som beskrevs av Giffard 1925. Iolania lanaiensis ingår i släktet Iolania och familjen kilstritar. Inga underarter finns listade i Catalogue of Life.